# John Barrington (1er vicomte Barrington)
John Barrington, 1er vicomte Barrington (1678 – 14 décembre 1734), connu comme John Shute jusqu'en 1710, est un théologien et homme politique Whig qui est membre de la Chambre des Communes de 1715 à 1723.

## Famille
Barrington est né sous le nom de John Shute à Theobalds House, près de Cheshunt, Hertfordshire, le fils de Benjamin Shute, marchand, et de son épouse Elizabeth Caryll, fille de Joseph Caryll. Il fait une partie de ses études à l'Université d'Utrecht entre 1694 et 1698, et, après son retour en Angleterre, il étudie le droit à Inner Temple.

## Carrière
Il est un Dissident et en 1701 publie plusieurs brochures en faveur des droits civiques des protestants dissidents. Sur la recommandation de John Somers, il est employé pour encourager les presbytériens d'Écosse à appuyer l'union des deux royaumes, et en 1708, il est récompensé pour ce service en étant nommé au poste de commissaire de la douane. Il quitte cette place lors du changement d'administration en 1711. Dans l'intervalle, il bénéficie de deux legs considérables. L'un est laissé par un lointain parent, Francis Barrington de Tofts, dont il reprend le nom, et l'autre par un admirateur de John Wildman de Beckett Salle à Shrivenham, Berkshire (maintenant Oxfordshire). Barrington est alors l'un des principaux dissidents.
En 1715 Barrington est élu à l'unanimité député de Berwick-upon-Tweed avec un autre dissident Grey Neville. En 1720, le roi l'élève à la pairie irlandaise en tant que baron Barrington, de Newcastle, dans le comté de Limerick, et vicomte Barrington, de Ardglass dans le comté de Down. Il est réélu député de Berwick en 1722.
Barrington devient sous-gouverneur de la Harburg Société, qui est fondée pour favoriser le commerce entre la Grande-Bretagne et le Hanovre. La société a le pouvoir de lever des capitaux par la loterie à Harbourg et le rôle de Barrington est d'obtenir l'approbation du Parlement pour tenir la loterie en Angleterre. Bien qu'il ait été dit par Walpole et d'autres qu'elle était illégale, la loterie a lieu. Une commission parlementaire est mise en place pour enquêter, condamne l'entreprise et conclut que Barrington est coupable de "la promotion, la complicité, et d'entreprise frauduleuse". En conséquence, il est expulsé de la Chambre des Communes en 1723. Certains considèrent que la sanction est trop sévère, et pensent que c'est un coup politique de Walpole.
En 1725, Barrington publie son principal ouvrage, le droit Miscellanea Sacra ou d'une Nouvelle Méthode de considérer autant de l'Histoire des Apôtres comme est contenu dans les Écritures,—après reproduit, avec des ajouts et des corrections, en 1770, par son fils Shute. Dans la même année, il publie Un Essai sur les diverses Dispensations de Dieu à l'Humanité.
Barrington se présente encore une fois à Berwick en 1727 et est battu. Il est persuadé de gagner en 1734, mais Walpole travaille contre lui et Barrington perd, de quatre voix.

## Famille
Barrington est décédé le 14 décembre 1734. Il épouse Anne Daines, fille de William Daines, en 1713. Leurs cinq fils se sont tous distingués.
- William Barrington (2e vicomte Barrington), l'aîné, devient Chancelier de l'Échiquier;
- John Barrington (officier) est un Major général dans l'armée britannique;
- Daines est un avocat, antiquaire et naturaliste;
- Samuel est un contre-amiral dans la Marine Royale;
- Shute Barrington devient Évêque de Salisbury et Évêque de Durham[4]

Leur fille, Anne épouse Thomas Clarges, fils de Thomas Clarges.